# Culture de la Somalie
 (décembre 2023).
Si vous disposez d'ouvrages ou d'articles de référence ou si vous connaissez des sites web de qualité traitant du thème abordé ici, merci de compléter l'article en donnant les références utiles à sa vérifiabilité et en les liant à la section « Notes et références ».
 (décembre 2023).
La mise en forme du texte ne suit pas les recommandations de Wikipédia : il faut le « wikifier ».
Les points d'amélioration suivants sont les cas les plus fréquents :
- Les titres sont pré-formatés par le logiciel. Ils ne sont ni en capitales, ni en gras.
- Le texte ne doit pas être écrit en capitales (les noms de famille non plus), ni en gras, ni en italique, ni en « petit »…
- Le gras n'est utilisé que pour surligner le titre de l'article dans l'introduction, une seule fois.
- L'italique est rarement utilisé : mots en langue étrangère, titres d'œuvres, noms de bateaux, etc.
- Les citations ne sont pas en italique mais en corps de texte normal. Elles sont entourées par des guillemets français : « et ».
- Les listes à puces sont à éviter, des paragraphes rédigés étant largement préférés. Les tableaux sont à réserver à la présentation de données structurées (résultats, etc.).
- Les appels de note de bas de page (petits chiffres en exposant, introduits par l'outil «  Source ») sont à placer entre la fin de phrase et le point final[comme ça].
- Les liens internes (vers d'autres articles de Wikipédia) sont à choisir avec parcimonie. Créez des liens vers des articles approfondissant le sujet. Les termes génériques sans rapport avec le sujet sont à éviter, ainsi que les répétitions de liens vers un même terme.
- Les liens externes sont à placer uniquement dans une section « Liens externes », à la fin de l'article. Ces liens sont à choisir avec parcimonie suivant les règles définies. Si un lien sert de source à l'article, son insertion dans le texte est à faire par les notes de bas de page.
- La présentation des références doit suivre les conventions bibliographiques. Il est recommandé d'utiliser les modèles {{Ouvrage}}, {{Chapitre}}, {{Article}}, {{Lien web}} et/ou {{Bibliographie}}. Le mode d'édition visuel peut mettre en forme automatiquement les références.
- Insérer une infobox (cadre d'informations à droite) n'est pas obligatoire pour parachever la mise en page.

Pour une aide détaillée, merci de consulter Aide:Wikification.
Si vous pensez que ces points ont été résolus, vous pouvez retirer ce bandeau et améliorer la mise en forme d'un autre article.

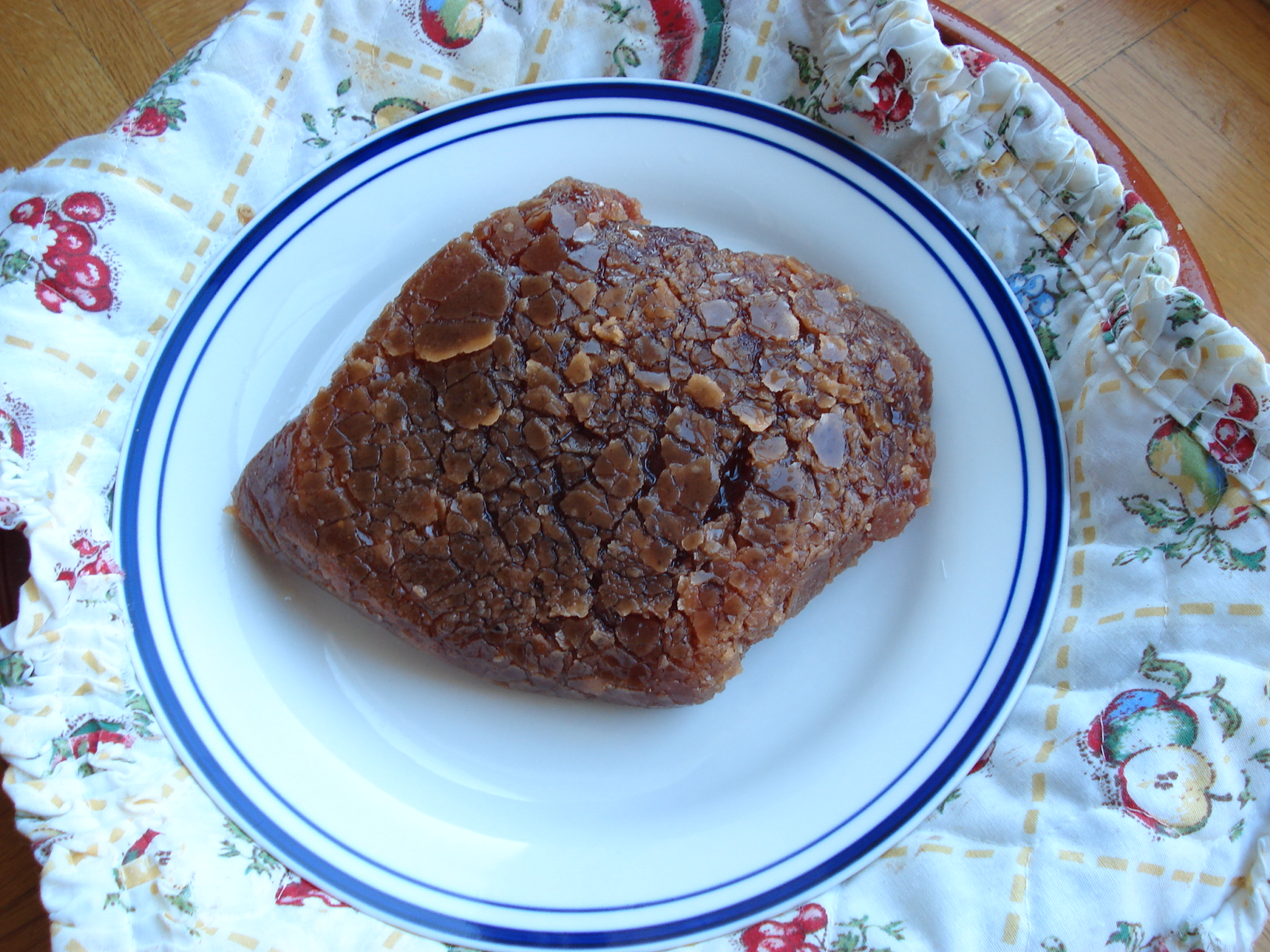
Halwo somali

La culture de la Somalie, vaste pays de la Corne de l'Afrique, désigne d'abord les pratiques culturelles observables de ses 11 000 000 d'habitants.

## Langues et peuples

### Langues
- Langues en Somalie, Langues de Somalie

### Peuples
- Groupes ethniques en Somalie
  - Bantous somaliens, Boranas, Gadabuursi, Issas, Majeerteen, Mijikenda, Somalis
- Liste de clans somalis

## Traditions

### Religion
- Religion en Somalie

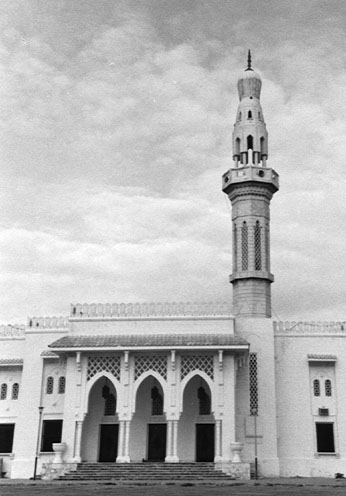
La Mosquée de la Solidarité Islamique à Mogadishu est la plus grande mosquée dans la Corne de l'Afrique.

La constitution de la Somalie considère l'islam comme la religion de la République de Somalie, et la charia islamique comme la source de la législation nationale.
Les Somaliens sont donc (presque) tous musulmans. Le christianisme en Somalie subsiste marginalement. En 2018, il resterait environ 3 000 Chrétiens en Somalie, concentrés en grande partie à Mogadiscio. Un groupe minoritaire des Chrétiens est Protestant, et la majorité des Chrétiens sont Catholiques.
La majorité des musulmans somaliens sont de la branche sunnite de l'islam et font partie de l'école juridique shafiite.
D'autres musulmans somaliens sont chiites. Le soufisme, la dimension mystique de l'islam, est bien établi, avec de nombreuses communautés ou congrégations des différents confréries soufis.
L'islam a pénétré dans la région très tôt : un groupe de musulmans persécutés a cherché refuge dans la Corne de l'Afrique.
En outre, la communauté somalienne comprend de nombreuses et importantes personnalités musulmanes. Ces figures ont grandement contribué à façonner la théorie et la pratique de l'islam dans la Corne de l'Afrique, dans la péninsule Arabique et bien au-delà. Parmi ces érudits musulmans on peut citer le théologien et juriste somalien du XIVe siècle Uthman bin Ali Zayla'i, qui a écrit un texte unique de plus haute autorité sur l'école hanéfite. Le livre est composé de quatre volumes. L'ouvrage a pour titre al-Haqa'iq li Sharh Tabayin Kanz al-Daqa'iq (le titre de l'ouvrage en arabe est à vérifier).
L'Union des tribunaux islamiques a une présence effective actuelle.
- Yibir (tribu) (en)

### Mythologie
Il existe un mythe, d’une créature nommée "Bouti". Elle prend la forme d’une femme âgée cannibale et qui dévore les enfants lorsqu’ils sont seuls loin de chez eux.[réf. nécessaire]

### Pratiques

Semaine culturelle à l'université de Bosaso.
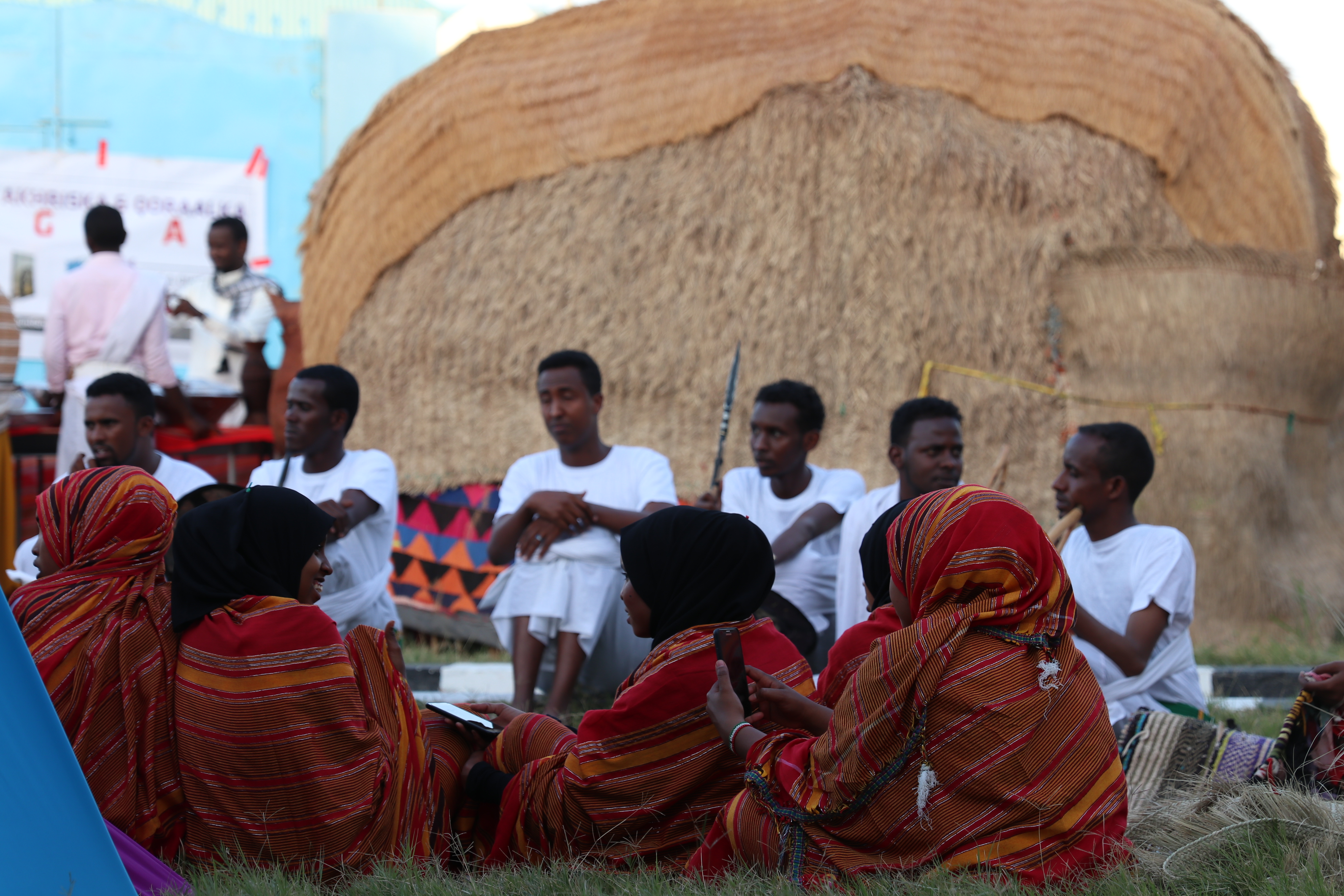
Habitation traditionnelle.
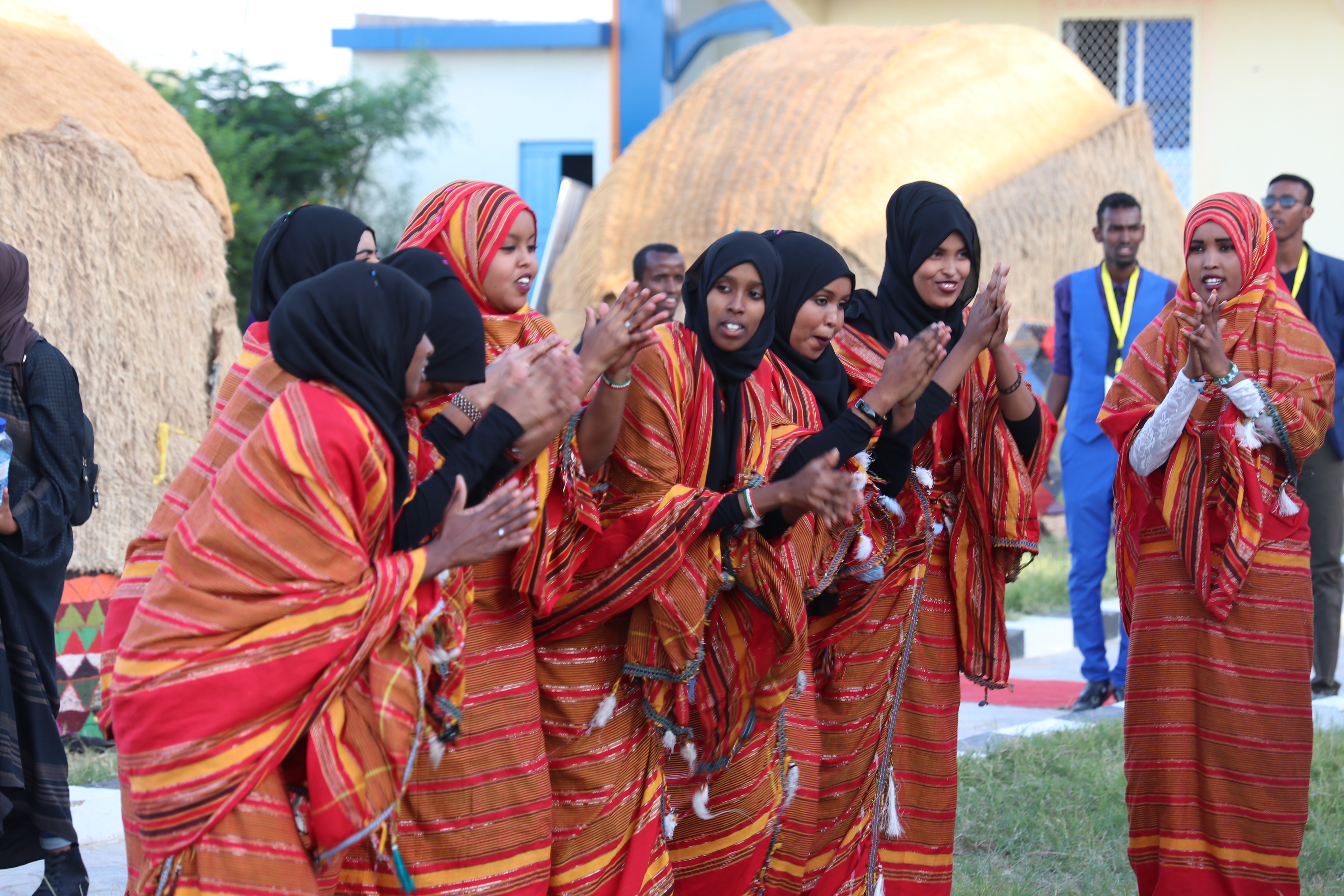
Danse.
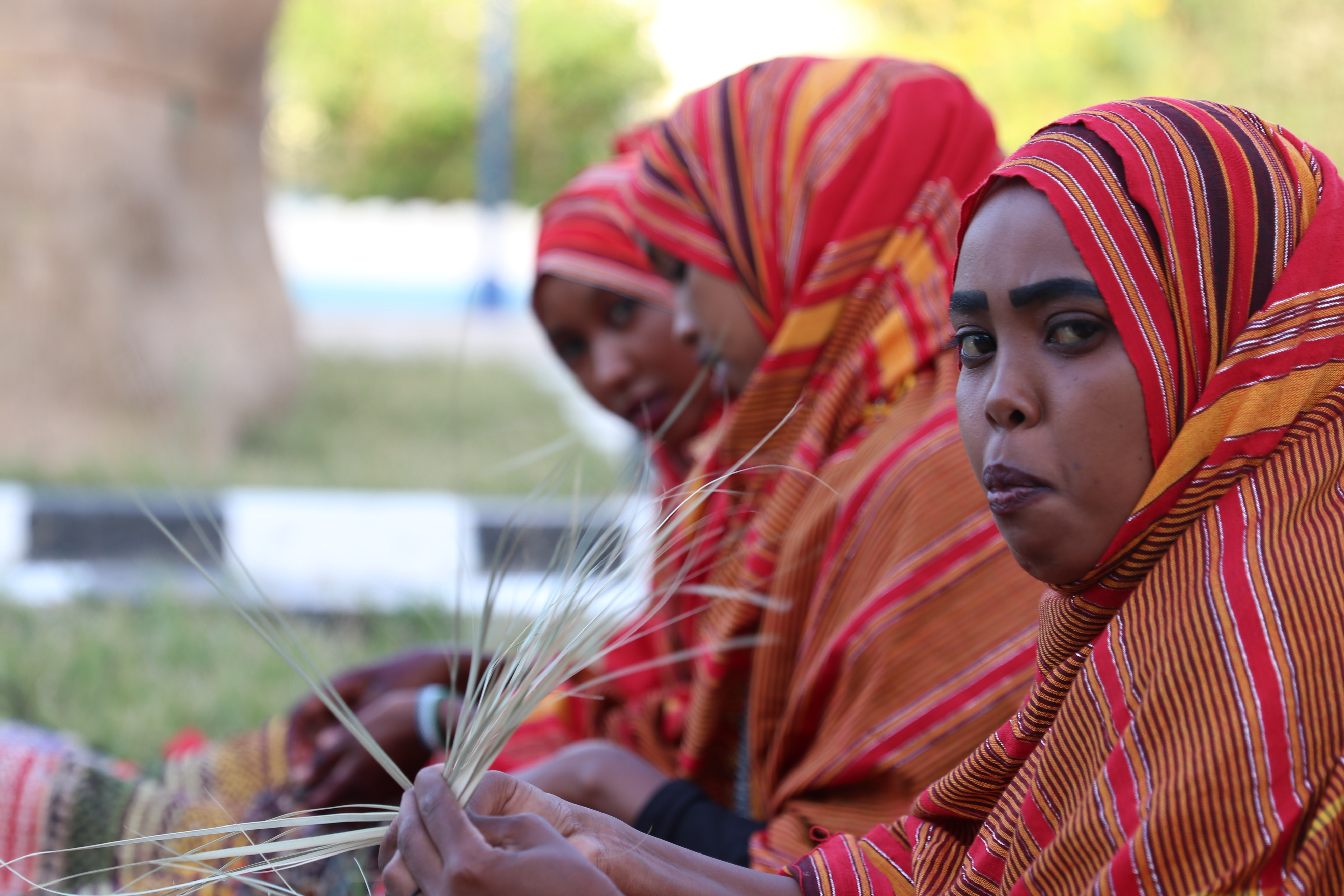
Vannerie.
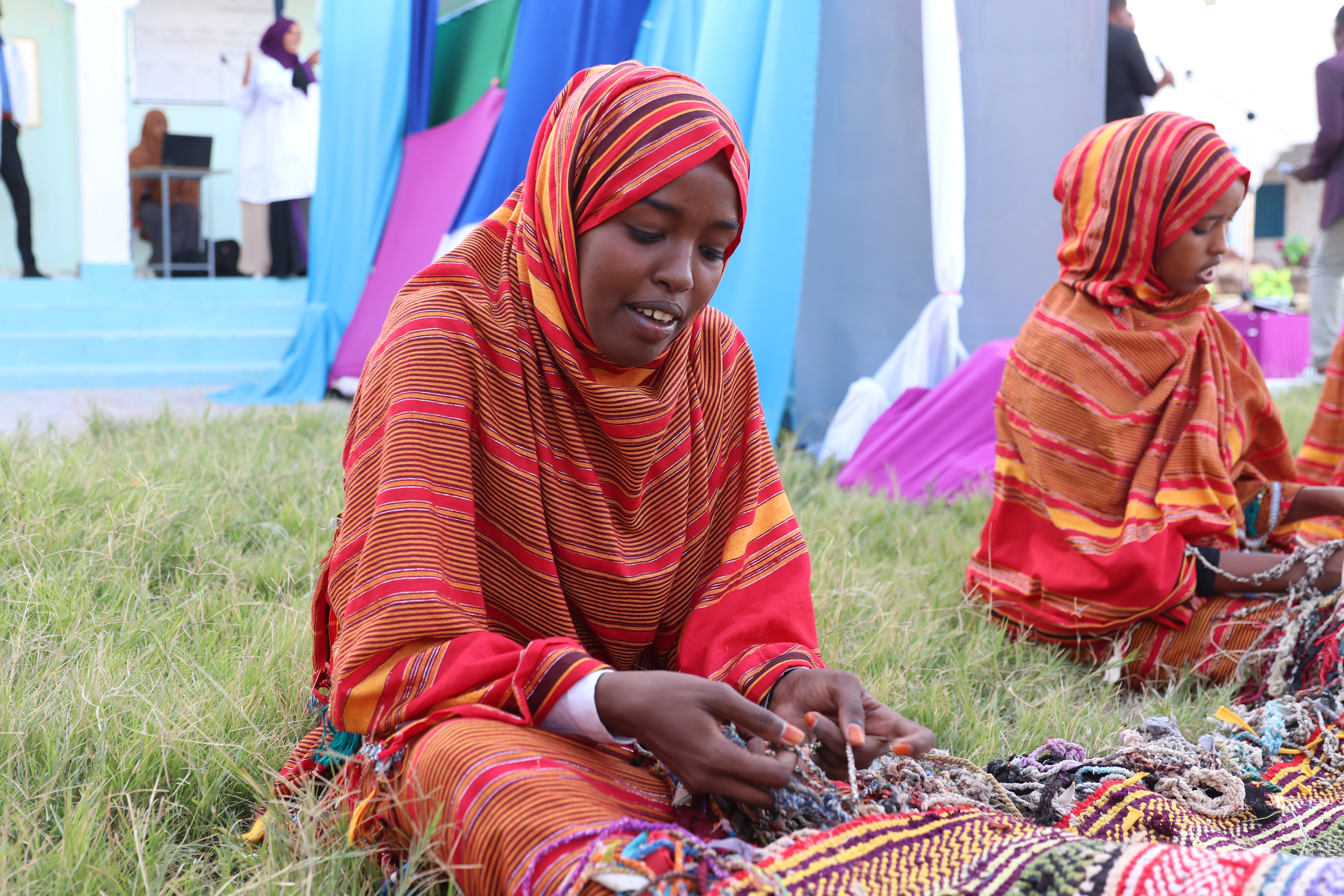
Tissage.
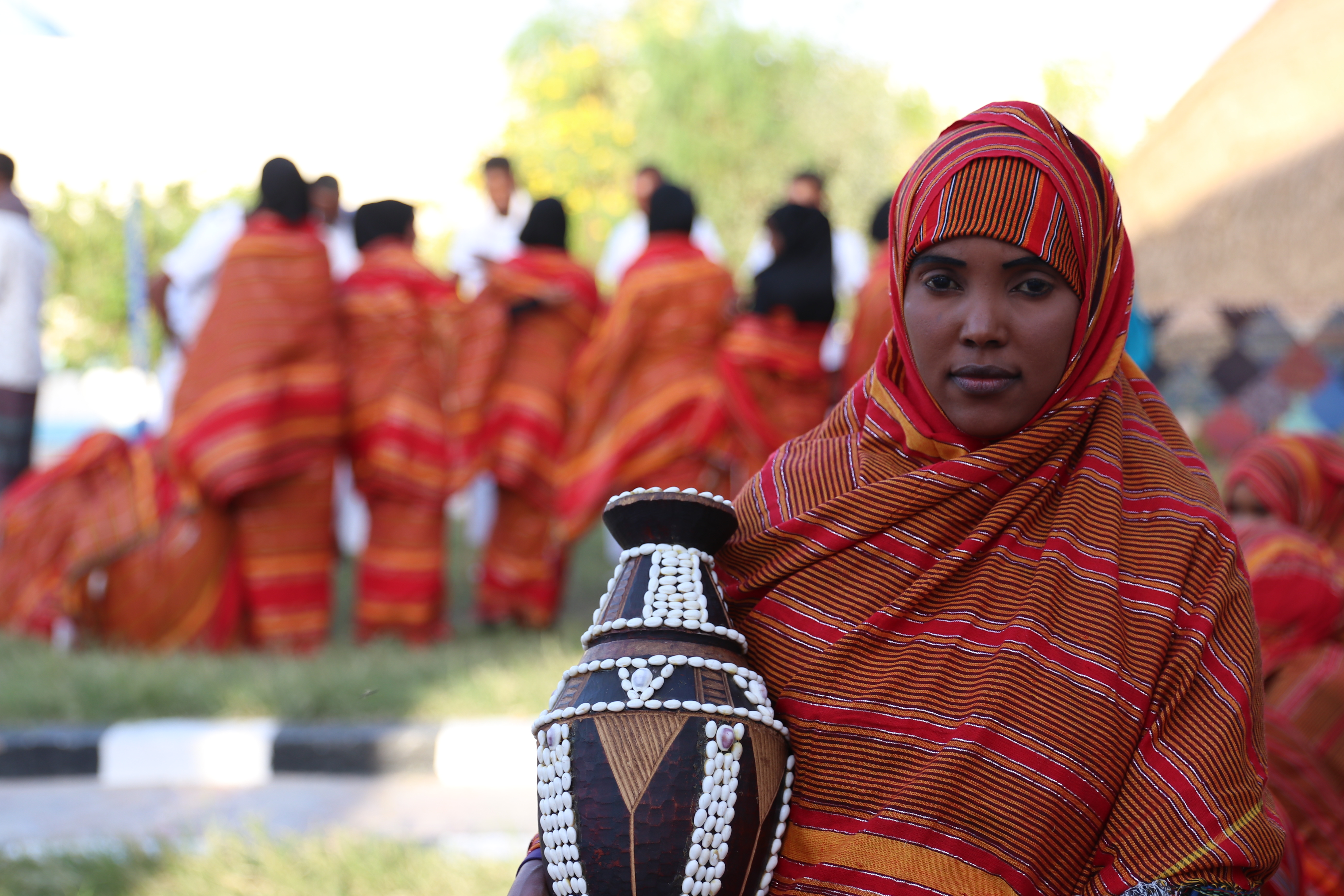
Poterie décorée.
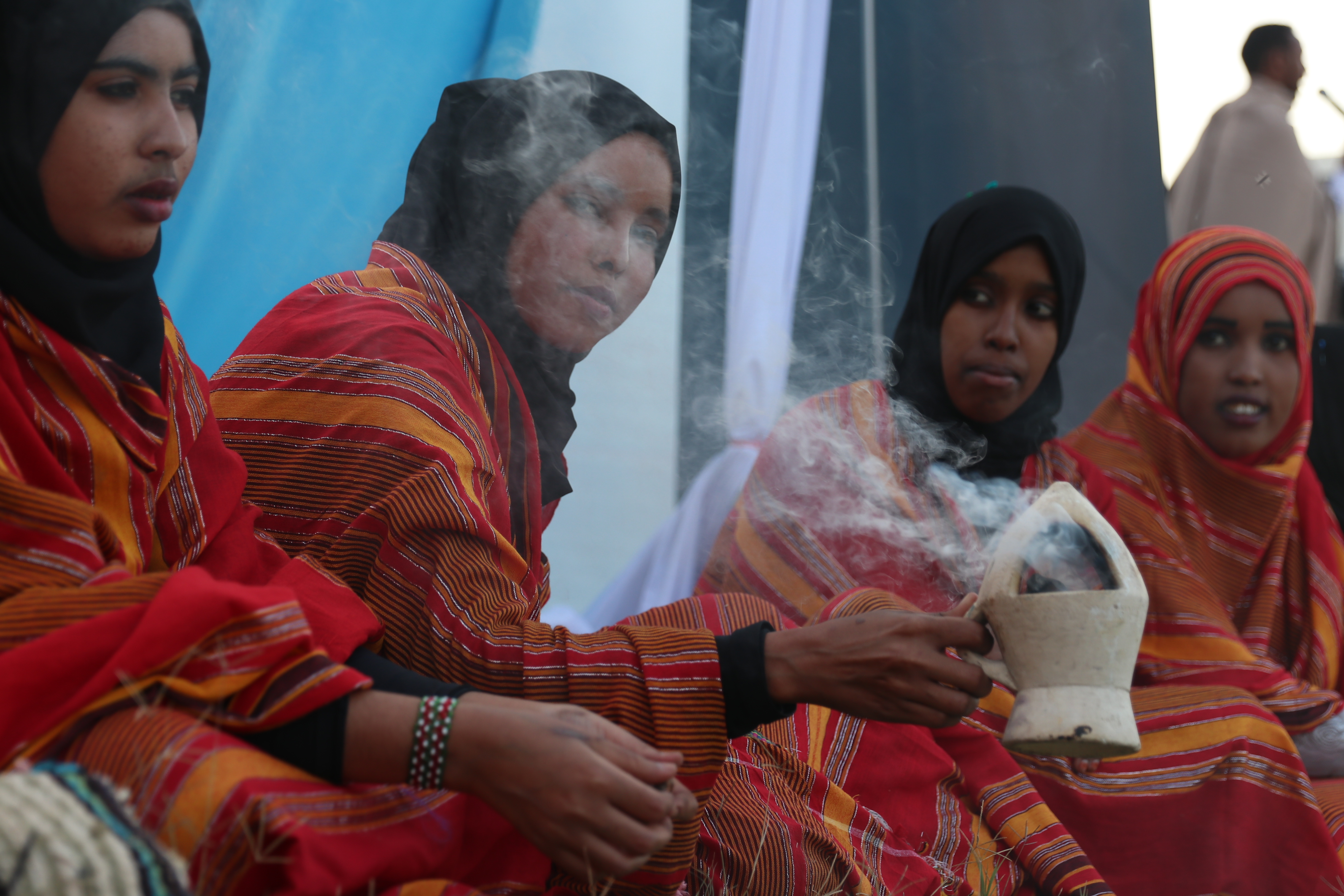
Brûlage de l'encens.

## Société

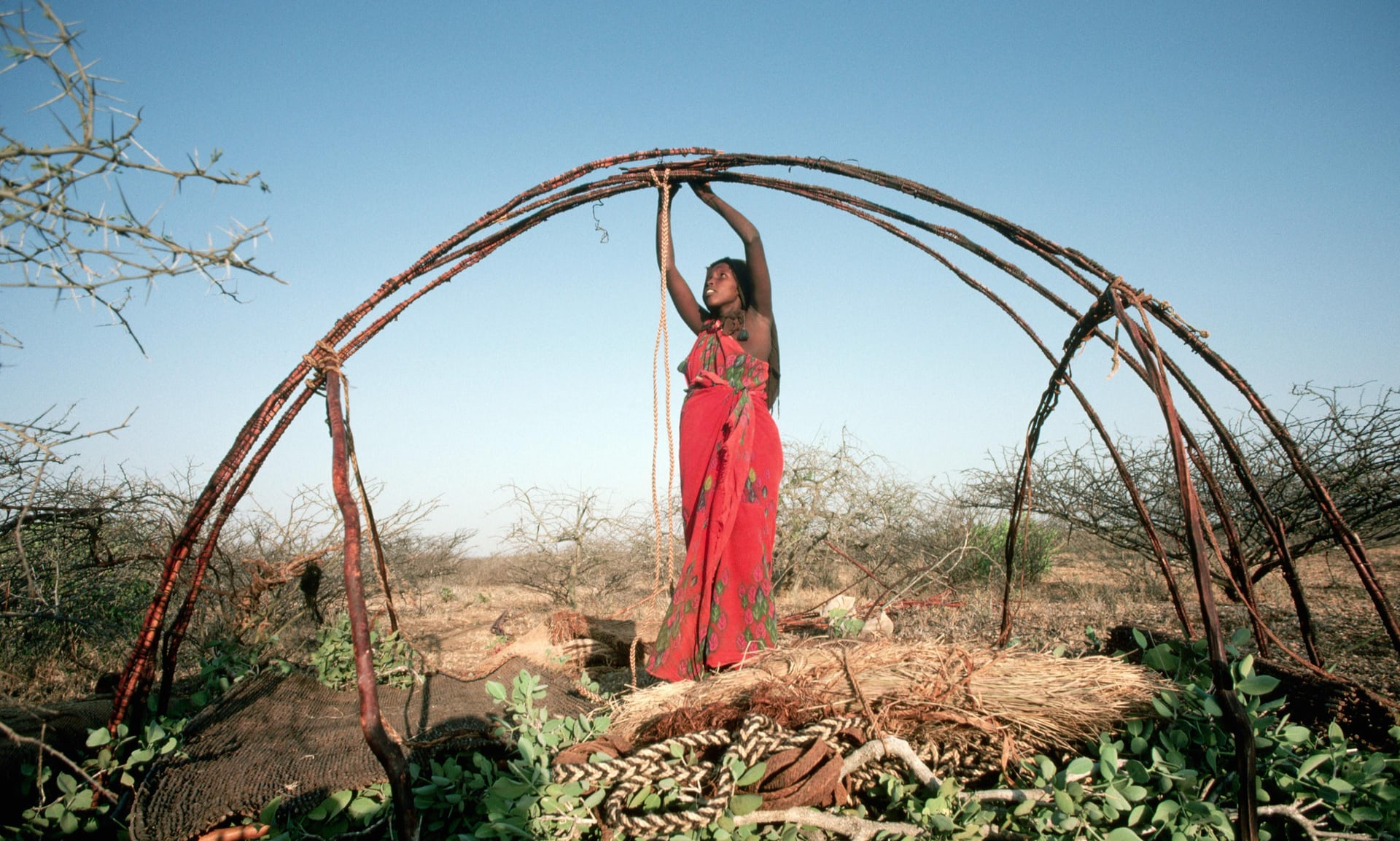
Construction d'un aqal (habitation nomade).

### Nom
- Nom de famille, Nom personnel

### État
- List of conflicts in Somalia (en)
- List of wars involving Somalia (en)
- Politique en Somalie
- Histoire de Somalie

### Cuisine

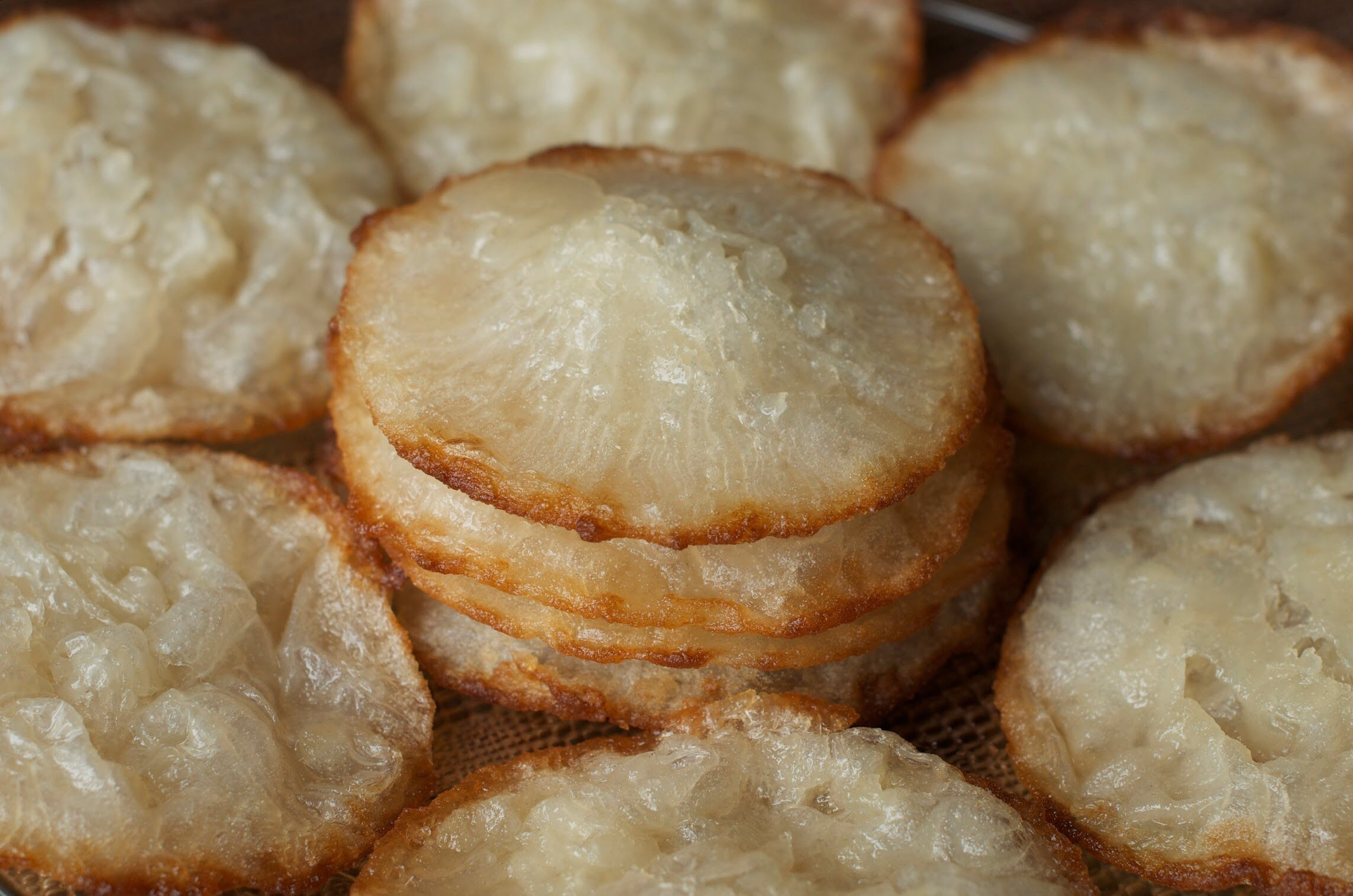
Mashmash, gourmandise sucrée

## Arts de la table

### Boissons
- Shaah, est une boisson en thé somalien.
- Kavisa, boisson africaine énergisante.
- Eau

## Santé

### Arts martiaux
- Liste des luttes traditionnelles africaines par pays[3] : Istunka (Afgooye)

## Média
- Somali National Television
- Somaliland National Television
- Bilan Media
- Internet[4]

## Littérature
- Littérature somalienne, Liste d'écrivains somaliens (en)
- Écrivains somaliens (dont beaucoup de poètes ou bardes, et de littérature religieuse)
- Textes en somali, site ELLAF

Les écrivains d'origine somalienne, de langue somalie ou non, reconnus en France sont :
- Dada Masiti (1810 ?-1919), en swahili chimwiini
- Amal Aden, norvégienne, de langue norvégienne,
- Fatima Ahmed Ibrahim (1929/1933-2017), italienne, de langue italienne, féministe, militante
- Cristina Ali Farah (1973-), italo-somalienne, de langue italienne,
- Farah Mohamed Jama Awl (1937-1991)
- Dhoodaan (1941-2013), éthiopien, de langue somalie,
- Waris Dirie (1965-)
- Nura Farah (1979-), finlandaise, de langue finnoise,
- Nuruddin Farah (1945-), de langue anglaise,
- Hadrawi, Mohamed Ibrahim Warsame Hadrawi (1943-2022), dramaturge, parolier, poète, penseur, le Shakespeare somalien
- Ayaan Hirsi Ali (1969-), néerlando-somalienne, d'expression néerlandaise,
- Afdhere Jama (1980-)
- Nadifa Mohamed (1981-), britannique, de langue anglaise,
- Shirin Ramzanali Fazel (1953-)[5], italienne, de langue italienne,
- Igiaba Scego (1974-), italienne, de langue italienne,

### De proximité
Abdourahman Waberi est un écrivain franco-djiboutien, d'expression française.
Djiboutiens également sont :
- Ali Moussa Iye (1957-)[6],[7],
- Aïcha Mohamed Robleh (1965-),
- Mouna-Hodan Ahmed (1972-).

## Artisanat

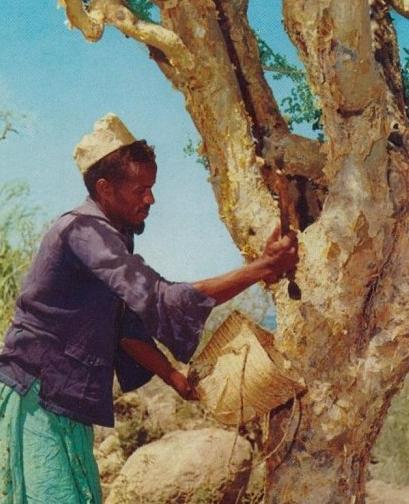
Récolte de myrrhe

## Arts de scène

### Musique

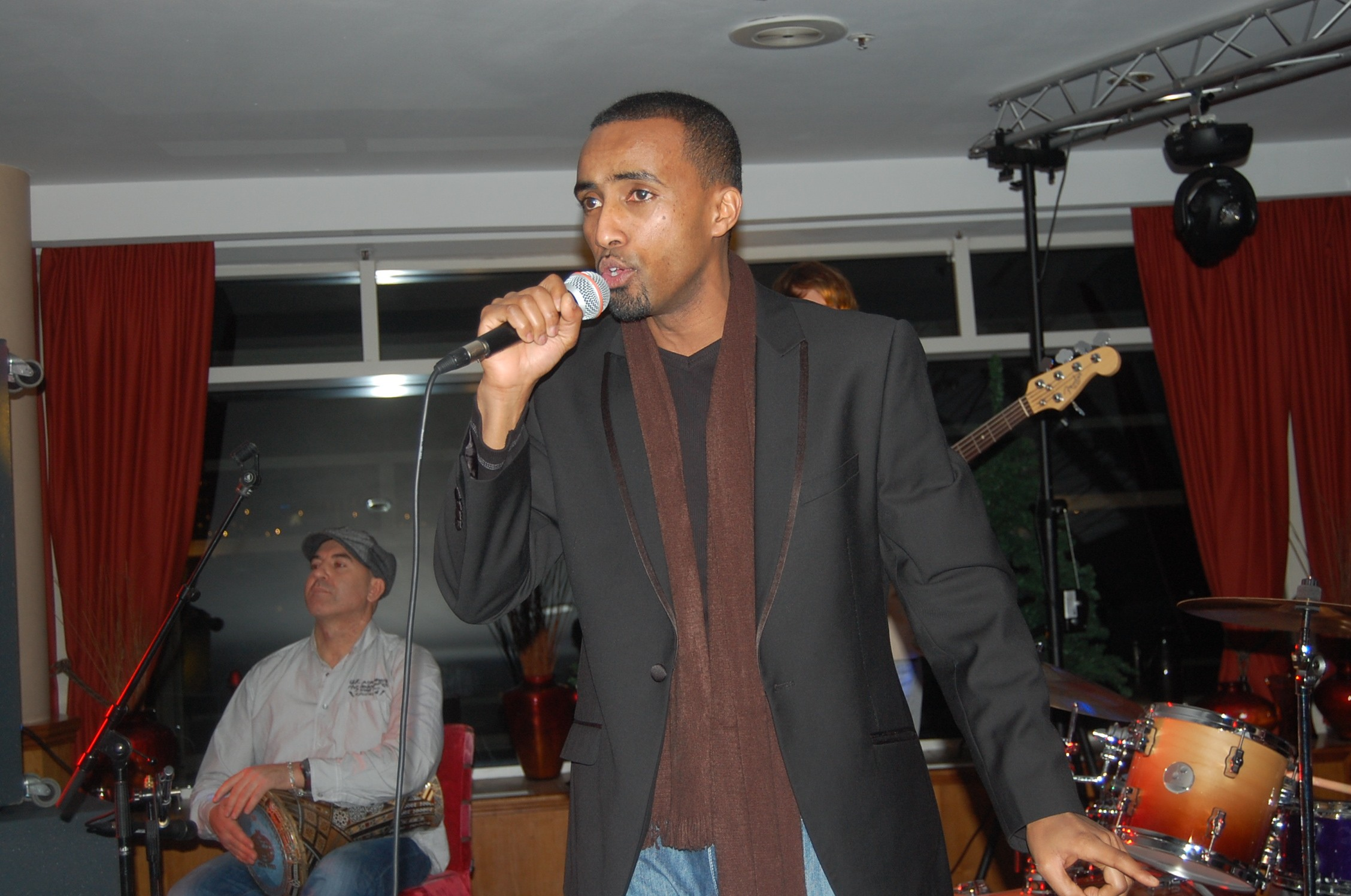
Aar Maanta, un chanteur-compositeur somalien populaire.

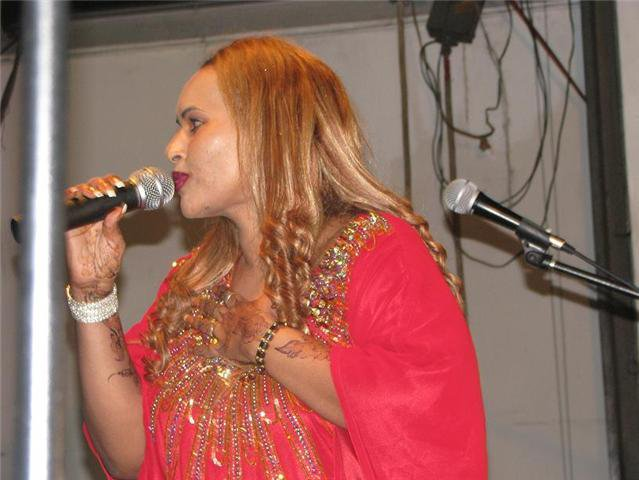
Fartuun Birimo, chanteuse somalienne.

La musique de la Somalie se réfère généralement à la musique du peuple somalien, comme la Somalie a la distinction d'être l'un des rares pays en Afrique qui est presque entièrement composée d'un seul groupe ethnique.
Les Somaliens ont un riche patrimoine musical centré sur le folklore traditionnel. La plupart des chansons somaliennes sont pentatoniques, c'est-à-dire qu'elles n'utilisent que cinq emplacements par octave. À la première écoute, la musique somalienne pourrait être confondue avec celle des régions voisines comme l'Éthiopie, le Soudan ou l'Arabie, mais elle est facilement reconnaissable par ses mélodies propres et des styles uniques. Les chansons somaliennes sont généralement le fruit d'une collaboration entre les paroliers (midho), auteurs-compositeurs et chanteurs (« odka » ou « voix »).
Les instruments comprennent les tambour batar et le kaban ou luth. Des groupes comme Dur-Dur Band, Waaberi et Horseed ont acquis une certaine renommée à l'extérieur du pays. D'autres artistes, comme Ahmed Cali Cigal et Maryam Mursal, ont fusionné le rock, la bossa nova, le jazz, et d'autres influences « modernes » avec la musique traditionnelle somalienne.

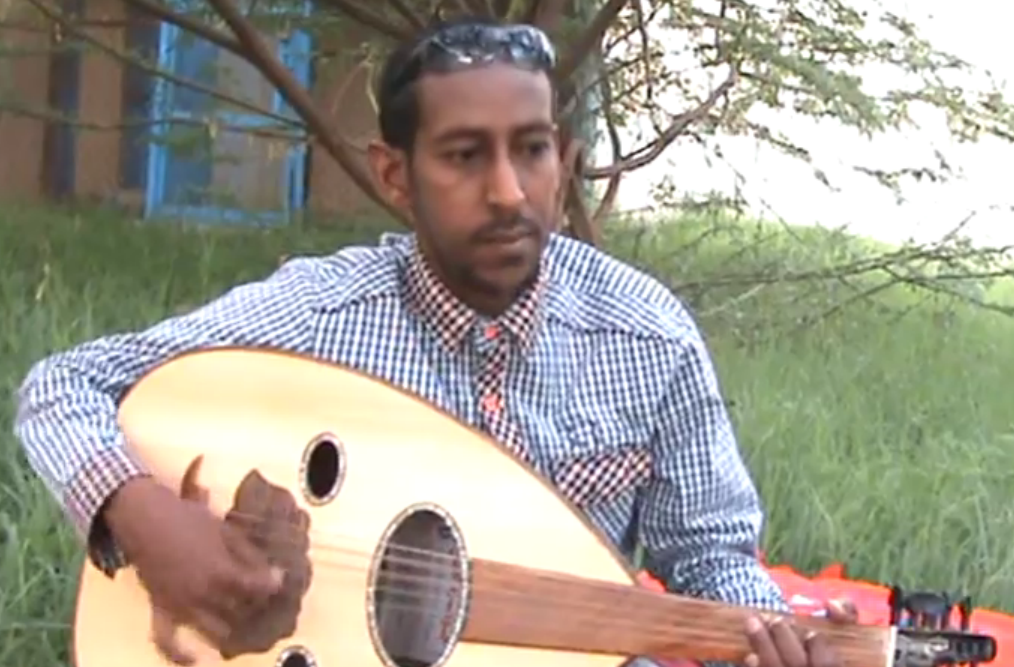
Joueur de kaban

- Kaban, variante de l'oud

### Danse

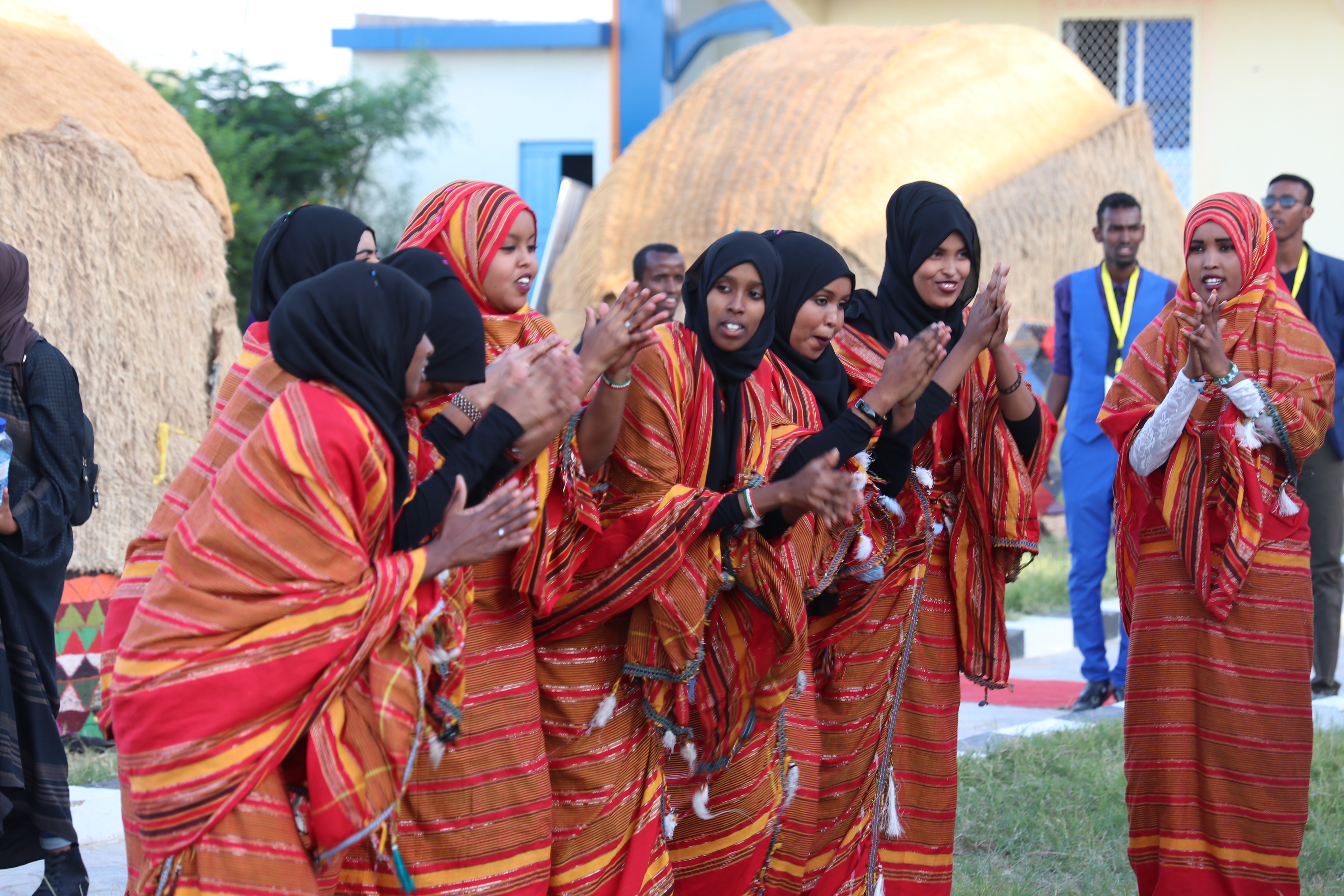
Danse traditionnelle

Le Wilwile est une danse guerrière traditionnelle de Somalie.
- Dhaanto (en), danse chantée

### Théâtre
Le Théâtre national de Somalie est situé à Mogadiscio. Construit en 1967, il est fermé de 1991 à 2012 à cause de la guerre civile somalienne.

### Autres scènes: marionnettes, mime, pantomime, prestidigitation
Les arts mineurs de scène, arts de la rue, arts forains, cirque, théâtre de rue, spectacles de rue, arts pluridisciplinaires, performances manquent encore de documentation pour le pays …
Pour le domaine de la marionnette, la référence est : Arts de la marionnette en Somalie, sur le site de l'Union internationale de la marionnette UNIMA).

### Cinéma
- Liste de films somaliens (en)
- Cinéma somalien

## Patrimoine
- Tourisme en Somalie (en)

La Somalie, riche d'un grand patrimoine archéologique, n'étant pas signataire de la convention sur le Patrimoine mondial de l'UNESCO (1971), ni de celle du  Patrimoine culturel immatériel de 2003 n'a à ce titre aucun bien inscrit au titre de ces conventions.
Elle a toutefois été attributaire d'un projet de l'Unesco en 2008 visant à sauvegarder ses arts du spectacle traditionnels.
De nombreux mausolées ont été détruits par les milices islamiques Shabab.

### Musées et autres institutions
- Liste de musées en Somalie
- Musée national de Somalie (en) (Mogadiscio, 1933), détruit en 1991, reconstruit en 2019
- Musée provincial d'Hargeisa (en) (Hargeisa, 1977, HPM)
- Saryan Museum (Hargeisa, 2017)
- Musée national du Somaliland (en) (Hargeisa, 2024)

### Discographie
- (en) The freedom songs of the Somali Republic, Smithsonian Folkways recordings, Washington, D.C., 1962
- (en) John William Johnson, Heelloy: modern poetry and songs of the Somali, Indiana University Press, 1996

### Filmographie
- (en) The Potters of Buur Heybe, Somalia, film documentaire de Tara Belkin et Steven Brandt, Left Coast Press, Walnut Creek, Calif., 2006, 25 min (DVD + livret)